# 包浩斯國際

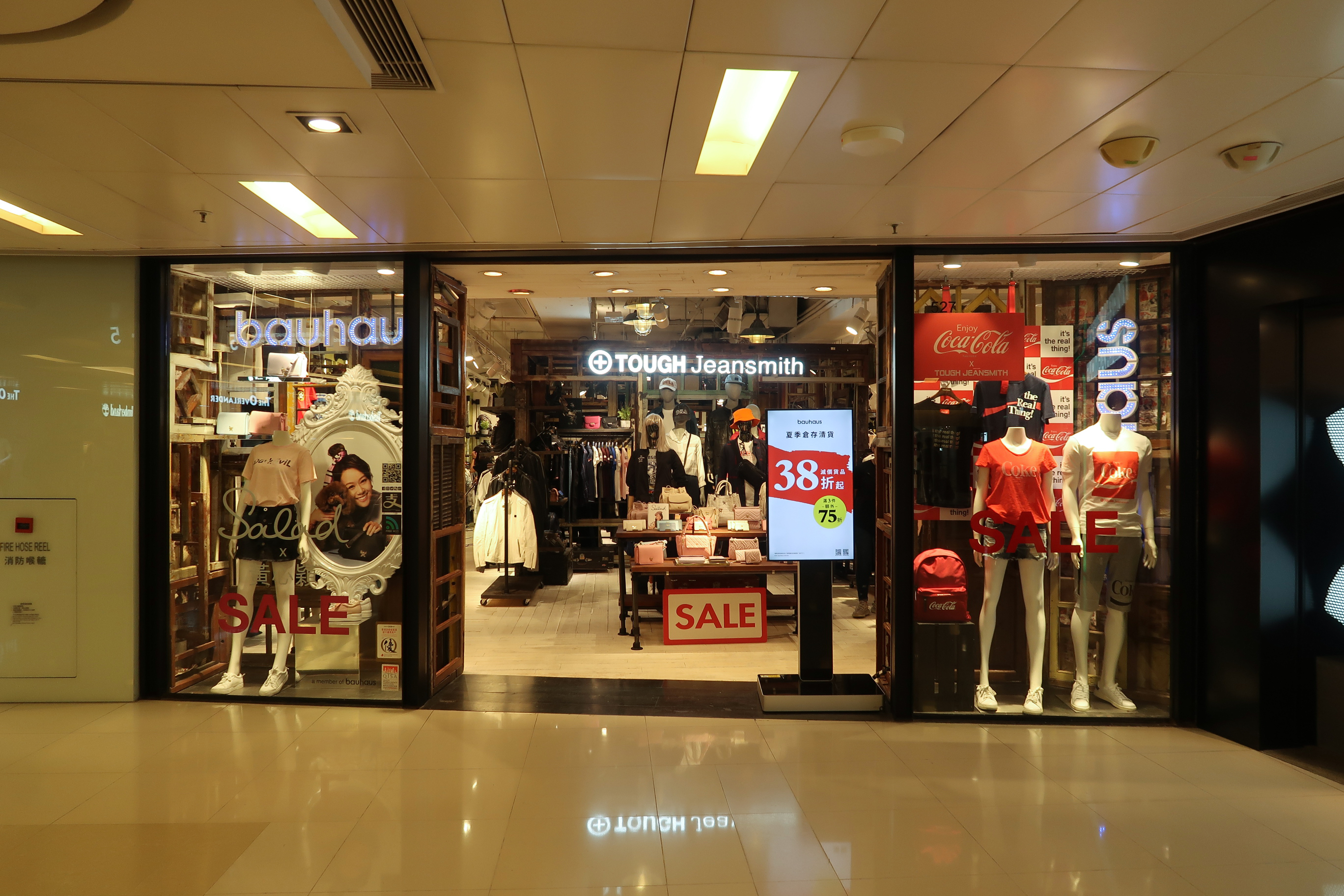
Bauhaus和Tough Jeansmith在沙田新城市廣場分店（已經在2020年初結業）

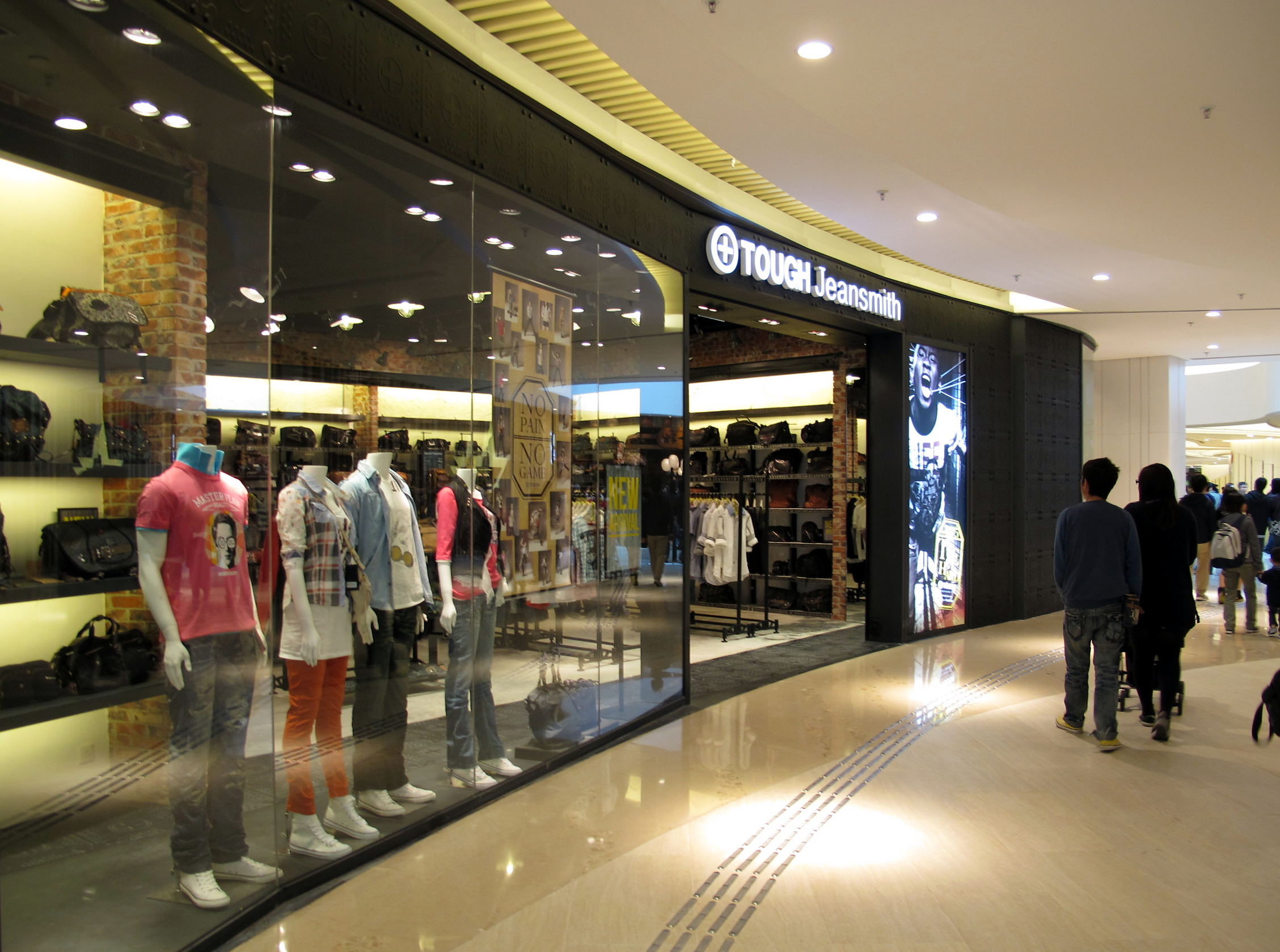
Tough Jeansmith在將軍澳PopCorn分店（已結業）

包浩斯國際控股有限公司（港交所：00483），簡稱包浩斯國際，是黃銳林和唐書文在1991年創立的香港零售集團。其股份於2005年在香港交易所主板上市，现时在港经营「Bauhaus」、「TOUGH Jeansmith」、「Salad」、「Elite」、「Superdry」等時裝品牌。

## 歷史
1991年，首間Bauhaus店鋪於尖沙咀彌敦道正式成立，主要售賣Diesel、Levi's、Mandarina Duck、Piero Guidi等多國潮流服裝品牌。
1995年，在尖沙咀開設首間Bauhaus旗艦店，主力售賣多國經典牛仔褲品牌。同年亦推出連鎖店式的自家品牌TOUGH Jeansmith，產品系列由服裝到手提包、背囊以至配飾等。
1999年及2000年，Bauhaus打進日本及台灣市場，隨後更積極進軍內地、東南亞、歐洲及美洲等地。因應市場需求大增，集團分別於2002年及2005年推出兩個自家品牌：以售賣時尚女裝服飾為主的Salad及以軍事為設計意念的80/20。
2005年5月，公司在港上市。
2007年在銅鑼灣耀華街開設樓高四層的港島區旗艦店，引進更多國際時裝品牌。
2009年3月，時任副主席兼執行董事的唐書文被董事局罷免，通告指唐「未能依循或漠視董事會、內部管理層會議決定行事，對集團營運造成不良影響」。
2019年，因許志安與黃心穎出軌事件，Bauhaus中止同黃心穎合作。
2020年年初，Bauhaus全面撤出中国大陆市場。
2020年5月7日黃銳林已辭公司行政總裁職務，但繼續擔任公司主席兼執行董事，其職位由於公司擔任營運經理逾20年的楊逸衡接任。

## 分店
截至2019年3月底，Bauhaus港澳設有77間自營店。台灣共有73間店舖、專櫃及特賣場。中國內地自營店有46間。
2020年2月，Bauhaus關閉香港8至10間錄得虧損的店舖及港澳以外地区所有门店。

## 争议
2017年，Bauhaus在其Facebook釋出的廣告被指抄襲攝影師李維燊在2016年國家地理雜誌主辦的攝影比賽「人物組」得獎作品。
香港蘋果日報在2020年报导称，新型冠狀病毒疫情爆發期間，Bauhaus品牌其下的僱傭員工合約工時不變（維持每周54小時），但縮短分店營業時間至每天約8小時（6天工作即共48小時），因此員工每天「負鐘」1小時（即每周「負鐘」6小時）。有員工離職時被指「負鐘」共51.5小時並要求向包浩斯償還2,800元，亦有員工「負鐘」逾百小時（即接近2周的工作時間）。

## 外部連結
- 包浩斯國際控股有限公司（页面存档备份，存于）